# Zoophthorus lucens
Zoophthorus lucens là một loài tò vò trong họ Ichneumonidae.